# Crkva sv. Majke Božje Lauretanske (Pogančec)
Crkva sv. Majke Božje Lauretanske, rimokatolička crkva u mjestu Pogančec, općina Preseka, zaštićeno kulturno dobro.

## Opis dobra
Kasnobarokna crkva sagrađena između 1780. i 1795. godine specifična je po prostornoj organizaciji. Dva para stupova postavljena su unutar pravokutnog broda, no s obzirom na njihov smještaj u blizini bočnih zidova ne pripada tipu trobrodnih građevina, već se radi o jedinstvenom prostornom rješenju. Stupovi nose kupolu s lanternom nad središnjim travejem broda, dok je ostatak crkve svođen češkim kapama. Glavno pročelje raščlanjeno je polustupovima i bogato dekorirano, uz dodatak kamenih skulptura. Sačuvan je vrijedan barokni inventar iz vremena gradnje. Crkva je primjer kasnobarokne arhitekture građene pod utjecajem klasicizma, a tipološki se izdvaja specifičnim prostornim rješenjem čime se svrstava među značajne sakralne građevine kontinentalne Hrvatske u razdoblju baroka.

## Zaštita
Pod oznakom Z-3991 zavedena je kao nepokretno kulturno dobro - pojedinačno, pravna statusa zaštićena kulturnog dobra, klasificirano kao "sakralna graditeljska baština".